# Bergsprängare (stereoanläggning)

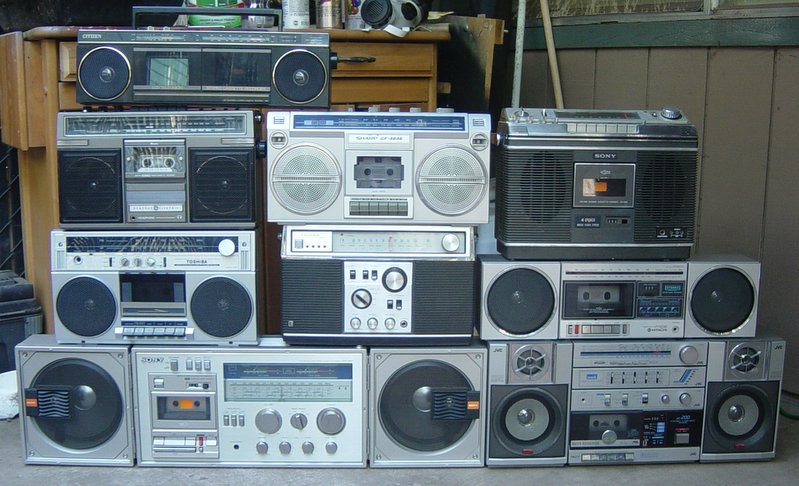
En samling olika bergsprängare.

Bergsprängare (engelska: boombox), ibland kallad ghettoblaster, är en bärbar stereoanläggning, oftast kassettradio av större sort. Bergsprängare var som mest populära under 1980-talet och förekom betydligt oftare i det offentliga livet än på 1990-talet och därefter.